# Protonpumpshämmare
Protonpumpshämmare (eller "PPI") är en läkemedelsgrupp vars huvudsakliga verkan är en tydlig och långvarig minskning av produktionen av magsyra. De är de mest potenta syrasekretionshämmarna som finns idag. Det första preparatet, omeprazol, lanserades 1988 under varumärket Losec. Protonpumpshämmare tillhör de mest sålda läkemedlena i världen.
Strukturellt är den övervägande majoriteten av protonpumpshämmarna bensimidazolderivat. Protonpumpshämmarna följde och har inom sjukvården huvudsakligen ersatt en annan grupp läkemedel med liknande effekt, men med en annan verkningsmekanism, nämligen H2-antagonister. Lovande ny forskning indikerar att en effektivare behandling eventuellt kan uppnås med imidazopyridinderivat.
Vid regelbunden användning av protonpumpshämmare under flera år finns eventuellt risk för brist på vissa näringsämnen som är beroende av magsyra för att kunna tas upp i kroppen, som järn, kalcium och vitamin B12, men detta är omdiskuterat.

## Substanser i gruppen och deras varumärken
- Omeprazol  (Losec)
- Lansoprazol (Lanzo)
- Esomeprazol (Nexium)
- Pantoprazol (Pantoloc)
- Rabeprazol (Pariet)